# Garçon à la pipe
Garçon à la pipe (tạm dịch: Cậu bé với ống điếu) là một trong những bức tranh nổi tiếng nhất của danh họa Pablo Picasso. Bức tranh được vẽ khi ông 24 tuổi. Bức tranh này mô tả một cậu bé người Paris đang cầm một tẩu thuốc hút bằng tay trái. Khi bức tranh được trình trước công chúng, ai nấy đều ngạc nhiên vì không ngờ được rằng một họa sĩ theo trường phái lập thể lại có thể vẽ một bức tranh xuất thần như vậy.

## Giá của bức tranh
Lúc đầu, bức tranh được mua lại bởi John Hay Whitney vào năm 1950 với giá $30.000.
Vào tháng 5, 2004, bức tranh được đấu giá với hơn $104.000.000 ở đấu giá Sotheby's ở New York, Mỹ. Sotheby's không tiết lộ về việc ai đã mua bức tranh ấy. Tuy nhiên, một số nguồn tin cho biết người sở hữu bức tranh đó là Guido Barilla, chủ Tập đoàn Barilla ở Italia. Bức tranh này đã đạt kỉ lục về tranh đắt nhất. Về phía các nhà phê bình nghệ thuật, họ không hài lòng về cái giá $104.000.000 vì Picasso là một đại danh họa nổi tiếng bậc nhất ở thế kỉ XX. Họ nói rằng, cái giá của bức tranh phải cao hơn nhiều so với giá gốc. (Theo The Washington Post)